# Ружиндол
Ружиндол (словац. Ružindol) — село, громада округу Трнава, Трнавський край. Кадастрова площа громади — 14.71 км².
Населення 1683 особи (станом на 31 грудня 2020 року).

## Історія
Ружиндол згадується 1352 року.

## Географія
Протікає річка Ронава.

## Населення
| Рік:            | 1994. | 2004.   | 2014.    | 2024.   |
| --------------- | ----- | ------- | -------- | ------- |
| Кількість осіб: | 1206  | 1292    | 1603     | 1726    |
| Різниця:        |       | +7,13 % | +24,07 % | +7,67 % |

| Рік:            | 2023. | 2024.   |
| --------------- | ----- | ------- |
| Кількість осіб: | 1746  | 1726    |
| Різниця:        |       | -1,14 % |